# Horistomyia occidentalis
Horistomyia occidentalis là một loài ruồi trong họ Limoniidae. Chúng phân bố ở miền Australasia.